# Anastassija Koschenkowa

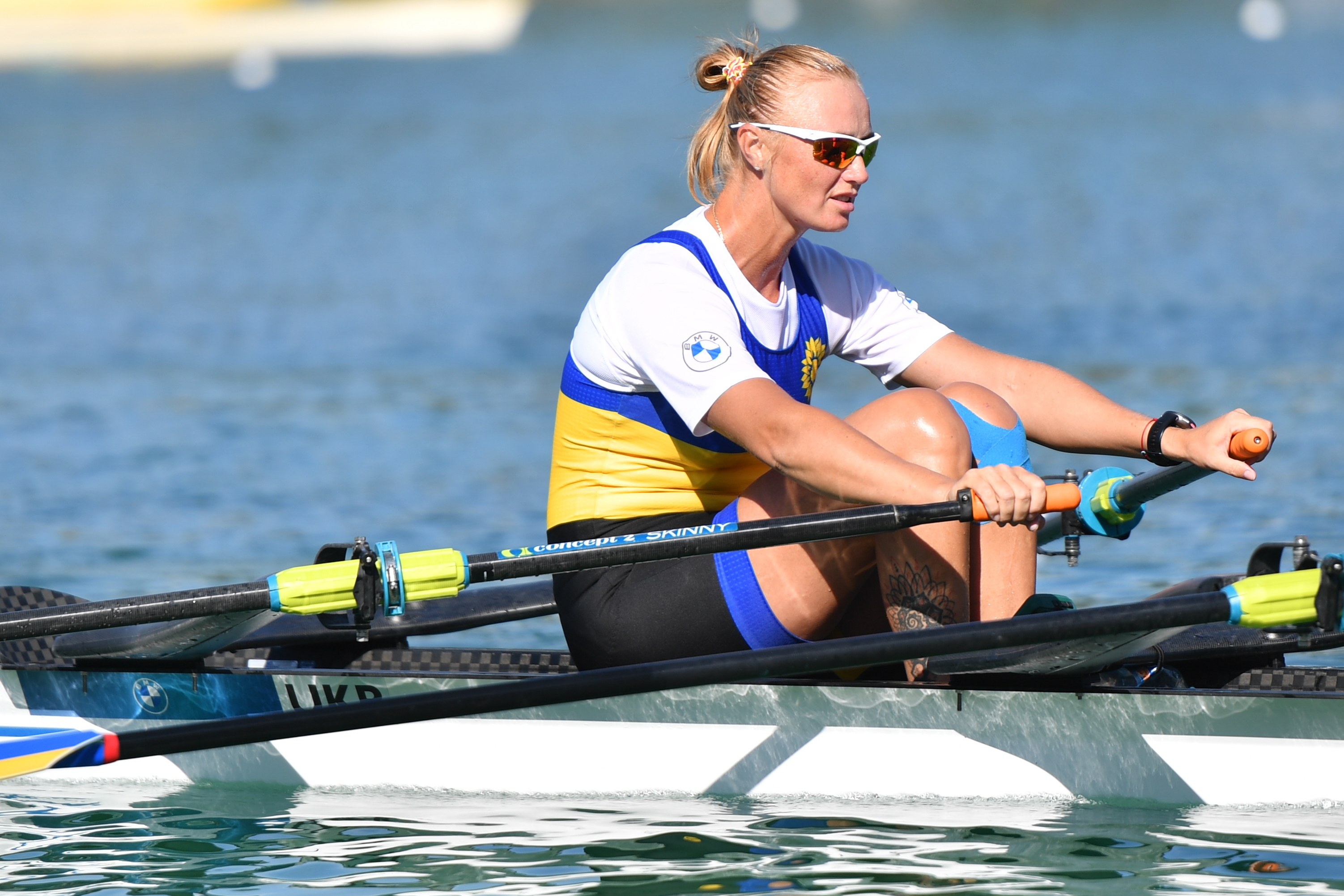
Anastassija Koschenkowa 2022 in München

Anastassija Mykolajiwna Koschenkowa (ukrainisch Анастасія Миколаївна Коженкова; * 19. Januar 1986 in Kowel) ist eine ukrainische Ruderin, die zusammen mit Kateryna Tarassenko, Natalija Dowhodko und Jana Dementjewa 2012 die Goldmedaille im Doppelvierer gewann und damit den ersten Ruder-Olympiasieg für die Ukraine nach dem Zerfall der Sowjetunion realisierte.

## Sportliche Karriere
Anastassija Koschenkowa gewann bei den Junioren-Weltmeisterschaften 2004 die Silbermedaille im Doppelvierer. 2007 belegte sie den sechsten Platz im Einer bei den U23-Weltmeisterschaften, 2008 wurde sie Fünfte im Doppelzweier. Ihren Durchbruch in der Erwachsenenklasse erlebte Koschenkowa 2009. Ende August 2009 siegte der ukrainische Doppelvierer mit Switlana Spirjuchowa, Tetjana Kolesnikowa, Anastassija Koschenkowa und Jana Dementjewa bei den Weltmeisterschaften in Posen. Drei Wochen später siegten die vier Ukrainerinnen auch bei den Europameisterschaften im belarussischen Brest. Im September 2010 gewannen Kateryna Tarassenko, Olena Burjak, Anastassija Koschenkowa und Jana Dementjewa bei den Europameisterschaften im portugiesischen Montemor. Erst bei den Weltmeisterschaften, die Anfang November auf dem Lake Karapiro in Neuseeland ausgetragen wurde, riss die Siegesserie des ukrainischen Doppelvierers, der die Silbermedaille hinter den Britinnen erkämpfte. 2011 ruderten Anastassija Koschenkowa und Jana Dementjewa gemeinsam im Doppelzweier. Nach dem vierten Platz bei den Weltmeisterschaften gewannen die beiden den Titel bei den Europameisterschaften. 2012 gelang dem ukrainischen Doppelvierer eine makellose Bilanz, drei Siegen im Weltcup folgte der Olympiasieg auf dem Dorney Lake. 
Nach einer Pause 2013 nahm Anastassija Koschenkowa zusammen mit Olena Burjak im Doppelzweier an den Weltmeisterschaften 2014 teil, wo die beiden den zehnten Platz belegten. Bei den Europameisterschaften 2016 gewannen beide mit dem ukrainischen Doppelvierer die Bronzemedaille. Im Finale der Olympischen Spiele 2016 belegte der ukrainische Doppelvierer mit Daryna Werchohljad, Olena Burjak, Anastassija Koschenkowa, Jewhenija Nimtschenko den vierten Platz.
Nach einem schwächeren Jahr 2017 gewann der ukrainische Doppelvierer bei den Europameisterschaften 2018 in der Besetzung Daryna Werchohljad, Olena Burjak, Anastassija Koschenkowa und Jewhenija Dowhodko die Silbermedaille hinter den Polinnen. 2023 siegte sie bei den Europameisterschaften in Bled mit dem Doppelvierer in der Besetzung Daryna Werchohljad, Natalija Dowhodko, Anastassija Koschenkowa und Kateryna Dudtschenko. Bei den Weltmeisterschaften 2023 in Belgrad belegte der ukrainische Doppelvierer den fünften Platz. Diese Platzierung erreichte das Boot auch bei den Olympischen Spielen 2024 in Paris.